# Среднедевятовское сельское поселение
Среднедевятовское се́льское поселе́ние — муниципальное образование в Лаишевском районе Татарстана Российской Федерации.
Административный центр — село Среднее Девятово.

## История
Статус и границы сельского поселения установлены Законом Республики Татарстан от 31 января 2005 года № 28-ЗРТ «Об установлении границ территорий и статусе муниципального образования "Лаишевский муниципальный район" и муниципальных образований в его составе».

## Население
| 2010 | 2011 | 2012 | 2013 | 2014 | 2015 | 2016 |
| ---- | ---- | ---- | ---- | ---- | ---- | ---- |
| 712  | ↗713 | ↘694 | ↘681 | ↘659 | ↘658 | ↗666 |
| 2017 | 2018 |      |      |      |      |      |
| ↘653 | →653 |      |      |      |      |      |

## Состав сельского поселения
| № | Населённый пункт | Тип населённого пункта       | Население |
| - | ---------------- | ---------------------------- | --------- |
| 1 | Емельяново       | село                         | ↘56       |
| 2 | Маматово         | деревня                      | 0         |
| 3 | Смолдеярово      | деревня                      | ↗58       |
| 4 | Среднее Девятово | село, административный центр | ↗712      |